# Lucy Mairot
Pour les articles homonymes, voir Mairot.
Lucy Mairot, née le 10 septembre 1991 à Montauban, est une kickboxeuse française. 

## Biographie
Elle fait ses débuts en compétition en tant que junior lors des Championnats du monde WKA 2006 en Espagne où elle remporte le titre de vice-championne du monde en light-contact.
Un an plus tard à Karlsruhe, elle fait ses débuts en tant que sénior lors des championnats du monde WKA où elle remporte encore un titre de vice-championne du monde mais en boxe thaï. En 2008 à Olomouc (République tchèque), elle connaît la consécration en remportant les Championnats du Monde ISKA 2008 aussi bien en full-contact qu'en kickboxing avec low-kicks. 

## Palmarès
- Championne du Monde ISKA kickboxing avec low kicks -50 kg 2008
- Championne du Monde ISKA full-contact -50 kg 2008
- Vice-championne du Monde WKA boxe thaï -50 kg 2007
- Vice-championne du Monde WKA juniore light-contact -45 kg 2006
- Championne de France Kick-Boxing Senior -50 kg 2010
- Championne de France Full-Contact Senior -50 kg 2010
- Championne de France Kick-K1 Senior -50 kg 2010
- Championne de France Kick-Boxing Senior -50 kg 2009
- Championne de France Full Contact Senior -50 kg 2009
- Championne de France Muay-Thai Senior -50 kg 2009
- Championne de France Kick-Boxing Senior -50 kg 2008
- Championne de France Full-Contact Senior -50 kg 2008
- Championne de France Muay-Thai Senior -50 kg 2008